# UCI Coupe des Nations Juniors 2025
Navigation
Édition précédente Édition suivante
L'UCI Coupe des Nations Juniors 2025 est la 18e édition de l'UCI Coupe des Nations Juniors. Elle est réservée aux cyclistes de sélections nationales de moins de 19 ans (U19). Elle est organisée par l'Union cycliste internationale. 
Cette édition comprend 10 manches, auxquelles il faut ajouter les championnats du monde juniors et les championnats continentaux juniors. Initialement prévue au programme, l'Eroica Juniores est annulée.

## Résultats

### Épreuves
| Date            | Épreuve                                                   | Pays      | Vainqueur            | Deuxième             | Troisième                | Leader (nations) |
| --------------- | --------------------------------------------------------- | --------- | -------------------- | -------------------- | ------------------------ | ---------------- |
| 10 février      | Championnat d'Asie du contre-la-montre juniors            | Thaïlande | Nabi Mirbagheri      | Koshi Narita         | Dendra Aditama Purniawan | Iran             |
| 13 février      | Championnat d'Asie sur route juniors                      | Thaïlande | Hon Man Yip          | Nabi Mirbagheri      | Thanapat Sakuntae        | Iran             |
| 28 mars         | Grand Prix E3 juniors                                     | France    | Mikita Babovich      | Ashlin Barry         | Filip-André Glesnes      | États-Unis       |
| 13 avril        | Paris-Roubaix juniors                                     | France    | Michiel Mouris       | Ashlin Barry         | Mikita Babovich          | États-Unis       |
| 23 avril        | Championnat panaméricain du contre-la-montre juniors      | Uruguay   | Jerónimo Calderón    | José Manuel Posada   | Luciano Carrizo          | États-Unis       |
| 25 avril        | Championnat panaméricain sur route juniors                | Uruguay   | Leonardo León        | Mario Sánchez Navia  | Raimundo Carvajal        | États-Unis       |
| 8-11 mai        | Course de la Paix juniors                                 | Tchéquie  | Jan Michal Jackowiak | Karl Herzog          | Roberto Capello          | Italie           |
| 22-25 mai       | Tour du Pays de Vaud                                      | Suisse    | Oskar Louw Larsen    | Daan Dijkman         | Lucas Stevenson          | Danemark         |
| 31 mai-1er juin | Trophée Centre Morbihan                                   | France    | Max Hinds            | Mattia Agostinacchio | Édouard Claisse          | Italie           |
| 7-8 juin        | Grand Prix F.W.R. Baron-Trofeo Comune di Pieve del Grappa | Italie    | Benjamín Noval       | Jan Michal Jackowiak | Kristian Haugetun        | Italie           |
| 19-22 juin      | Saarland Trofeo                                           | Allemagne | Seff Van Kerckhove   | Noah Lindholm Møller | Max Hinds                | Italie           |
| 15-20 juillet   | Tour de l'Abitibi                                         | Canada    | Gabin Gicquel        | Alban Picard         | Maxime Bourassa          | Italie           |
| 18-20 juillet   | Journées internationales du cyclisme de Dubnica nad Vahom | Slovaquie | Roberto Capello      | Jakub Patras         | Arvīds Logins            | Italie           |
| 14-15 août      | Nation's Cup Hungary                                      | Hongrie   | Marcin Włodarski     | Oleh Smolynets       | Ola Herheim              | Italie           |
| 23 septembre    | Championnat du monde du contre-la-montre juniors          | Suisse    |                      |                      |                          |                  |
| 26 septembre    | Championnat du monde sur route juniors                    | Suisse    |                      |                      |                          |                  |
| 1er octobre     | Championnat d'Europe du contre-la-montre juniors          | France    |                      |                      |                          |                  |
| 3 octobre       | Championnat d'Europe sur route juniors                    | France    |                      |                      |                          |                  |

### Classement par nations
| #  | Pays            | Pts. |
| -- | --------------- | ---- |
| 1  | Italie          | 151  |
| 2  | Allemagne       | 123  |
| 3  | France          | 115  |
| 4  | Danemark        | 108  |
| 5  | Belgique        | 105  |
| 6  | Norvège         | 95   |
| 7  | Pologne         | 86   |
| 8  | États-Unis      | 83   |
| 9  | Grande-Bretagne | 75   |
| 10 | Autriche        | 68   |